# Provection
 (signalé en juin 2025).
Si vous disposez d'ouvrages ou d'articles de référence ou si vous connaissez des sites web de qualité traitant du thème abordé ici, merci de compléter l'article en donnant les références utiles à sa vérifiabilité et en les liant à la section « Notes et références ».
- Archive Wikiwix
- Bing
- Cairn
- DuckDuckGo
- E. Universalis
- Gallica
- Google
- G. Books
- G. News
- G. Scholar
- Persée
- Qwant
- (zh) Baidu
- (ru) Yandex
- (wd) trouver des œuvres sur Wikidata

 (mars 2025).
Si vous disposez d'ouvrages ou d'articles de référence ou si vous connaissez des sites web de qualité traitant du thème abordé ici, merci de compléter l'article en donnant les références utiles à sa vérifiabilité et en les liant à la section « Notes et références ».
En linguistique, la provection est un type de mutation consonantique par durcissement observé en particulier dans les langues brittoniques. Elle se manifeste par le dévoisement des consonnes occlusives ou fricatives sonores dans certains contextes grammaticaux.
En gallois, la provection ne s'observe qu'à l'intérieur des mots, où elle accompagne l'ajout de certains suffixes, notamment ceux formant :
- les degrés de comparaison de l'adjectif : teg « beau » → comparatif tecach « plus beau », superlatif tecaf « le plus beau », équatif teced « aussi beau »
- les verbes en -a et -au : pysgod « poissons » → pysgota « pêcher », gwag « vide » → gwacau « vider ».

Elle a également lieu dans la formation de certains mots composés : ex. pobi « cuire » + tŷ « maison » → popty « four »
En breton et en cornique, la provection s'observe également en interne, de façon comparable au gallois. Exemples en breton :
- degrés de comparaison : kozh « vieux » → comparatif koshoc'h « plus vieux », superlatif koshañ « le plus vieux », exclamatif koshat « combien vieux ! »
- verbes : merc'hed « filles » → merc'heta « courir les filles », breud « débat » → breutaat « débattre »

Mais elle s'observe aussi au début de mots, où elle est intégrée au système plus vaste de mutations consonantiques initiales de ces langues. Dans la terminologie grammaticale du breton, on parle dans ce cas de mutation durcissante. Elle est déclenchée par certains possessifs. Exemples bretons avec ho « votre » :
- breur « frère » → ho preur « votre frère »
- dorn « main » →  ho torn « votre main »
- glin « genou » ~ ho klin « votre genou »